# Kalinowo (województwo lubuskie)
Kalinowo – osada w Polsce położona w województwie lubuskim, w powiecie świebodzińskim, w gminie Skąpe.
W latach 1975–1998 miejscowość administracyjnie należała do województwa zielonogórskiego.
W miejscowości znajduje się jedno z 19 pełnowymiarowych pól golfowych w Polsce.